# Centre national du costume et de la scène
Le Centre national du costume et de la scène (CNCS) est un musée français situé à Moulins, qui bénéficie du Label Pays d'art et d'histoire. Il est considéré comme la première institution de conservation à être entièrement consacrée au patrimoine matériel des théâtres.
Le CNCS est actuellement dirigé par Delphine Pinasa[Quand ?].

## Présentation
Le Centre national du costume et de la scène est la première structure de conservation, unique en France comme à l’étranger, à être entièrement consacrée au patrimoine matériel des théâtres.
Il a pour mission la conservation, l’étude et la valorisation d’un ensemble patrimonial de 10 000 costumes de scène (de théâtre, d’opéra ou de ballet) ainsi que de toiles de décors peints, déposés par trois établissements nationaux, la Bibliothèque nationale de France, la Comédie-Française et l'Opéra de Paris, auxquels s’ajoutent de nombreux dons.

## Histoire
Le Centre national du costume et de la scène a été implanté dans l'ancien quartier de cavalerie, le Quartier Villars, dans le quartier de la Madeleine à Moulins. Situé sur la rive gauche de l'Allier, il fait face à la ville et à son quartier historique. La caserne militaire a été construite au XVIIIe siècle et est classée monument historique grâce à ses magnifiques escaliers de grès jaune et rose.
La restauration du bâtiment par François Voinchet, architecte en chef des monuments historiques, s’est accompagnée de la construction d’un nouveau bâtiment pour les réserves de costumes (1 730 m2), dessiné par l’architecte Jean-Michel Wilmotte.
Le cahier des charges fixait précisément en introduction l’objectif muséographique de l’opération. Des annexes très détaillées fournissaient par ailleurs des recommandations générales, remarquables de précision, sur ce qu’est un costume (la composition des textiles…), les agents de dégradation physico-chimique, les agents de dégradation biologique, les agents de dégradation mécanique. Elles rappelaient également les lignes de conduite approuvées le 31 août 1989 par le Comité international de l’ICOM pour les musées et collections du costume, etc.
Le Centre national du costume et de la scène et de la scénographie (CNCS) a été inauguré le 1er juillet 2006 à Moulins par Renaud Donnedieu de Vabres, ministre de la Culture et de la Communication, Pierre-André Périssol, maire de la ville, et Christian Lacroix, couturier et président du conseil d'administration.

## Espaces culturels et de formation
Ainsi, le CNCS a désormais pour mission d’être un lieu de réserves pour 10 000 costumes. Ce fonds exceptionnel est exploité tant pour des expositions, que par des recherches, rendues possibles grâce à la création d’un centre de documentation. Enfin, objets d’études incomparables, les costumes seront un support pour la formation des conservateurs destinés à conserver des pièces de ce type, ainsi que des artisans des arts du spectacle, appelés à réaliser des costumes. Le programme de travaux de réutilisation/agrandissement prenait donc en compte ces quatre thèmes : les réserves, les lieux d’exposition, le centre de documentation et le centre de formation.
Une galerie d’expositions temporaires (1 500 m2) avec huit salles vitrines conçues comme de petites scènes, et une grande
salle équipée d’un cintre de machinerie théâtrale permet de replacer les costumes dans un contexte scénographique.
Mais également des espaces pédagogiques de 300 m2, un café-brasserie, un auditorium de 100 places et un centre de documentation de 150 m2.

### Centre de documentation
Le centre de documentation du CNCS possède un fonds spécialisé : histoire générale des arts du spectacle, mode, costume et costume de scène, métiers du spectacle.

## Expositions
Pour éviter que les costumes ne se détériorent, les expositions changent tous les quatre mois. Elles sont conçues à partir des collections du CNCS et de prêts extérieurs.
Depuis son ouverture, plusieurs expositions ont été organisées, accompagnées de la publication de catalogues.
- Bêtes de Scène (juillet à novembre 2006)
- Théodore de Banville et le théâtre (novembre 2006 à janvier 2007)
- J’aime les militaires (janvier à mai 2007)
- Christian Lacroix, costumier (juin à novembre 2007)
- Jean-Paul Gaultier – Régine Chopinot : le Défilé (décembre 2007 à avril 2008)
- Costumes des Mille et une Nuits (mai à novembre 2008)
- Au fil des fleurs, scènes de jardins (décembre 2008 à avril 2009)
- Rudolf Noureev (1938-1993) (photos et costumes) (mai à novembre 2009)
- Opéras russes à l'aube des ballets russes (décembre 2009 à mai 2010)
- Vestiaire de divas, de Maria Callas à Dalida (juin à décembre 2010)
- Les Insolites  (janvier à mai 2011)
- L'art du costume à la Comédie-Française (juin à décembre 2011)
- L'envers du décor à la Comédie-Française et à l'Opéra de Paris au XIXe siècle (28 janvier au 20 mai 2012)
- La Source et le Ballet de l'Opéra de Paris, sur les costumes du ballet La Source (juin à décembre 2012)
- Costumer le Pouvoir (du 26 janvier au 20 mai 2013)
- Collection Noureev (exposition permanente depuis octobre 2013)
- En piste ! Les plus beaux costumes de cirque (du 15 juin 2013 au 5 janvier 2014)
- Plein feu sur les collections (du 8 février 2014 au 18 mai 2014)
- Shakespeare, l'étoffe du monde (du 14 juin 2014 au 4 janvier 2015)
- L'Opéra Comique et ses trésors (du 7 février 2015 au 6 septembre 2015)
- Barockissimo (du 9 avril 2016 au 18 septembre 2016)
- Déshabillez-moi ! (du 15 octobre 2016 au 5 mars 2017)
- Modes ! à la ville / à la scène (du 8 avril au 17 septembre 2017)
- Artisans de la scène (du 14 octobre 2017 au 12 mars 2018)
- Contes de fées[5] (du 7 avril au 4 novembre 2018)
- Comédies musicales, les costumes font leur show ! (du 1er décembre 2018 au 17 Mars 2019)
- Habiller l'opéra, costumes et ateliers de l'opéra de Paris (du 25 mai 2019 au 3 novembre 2019)
- Couturiers de la danse, de Chanel à Versace (du 30 novembre 2019 au 1er novembre 2020)
- Costumes de scènes de Yannis Kokkos (du 20 mai 2021 au 7 nov 2021)

Exposition au CNCS en décembre 2015
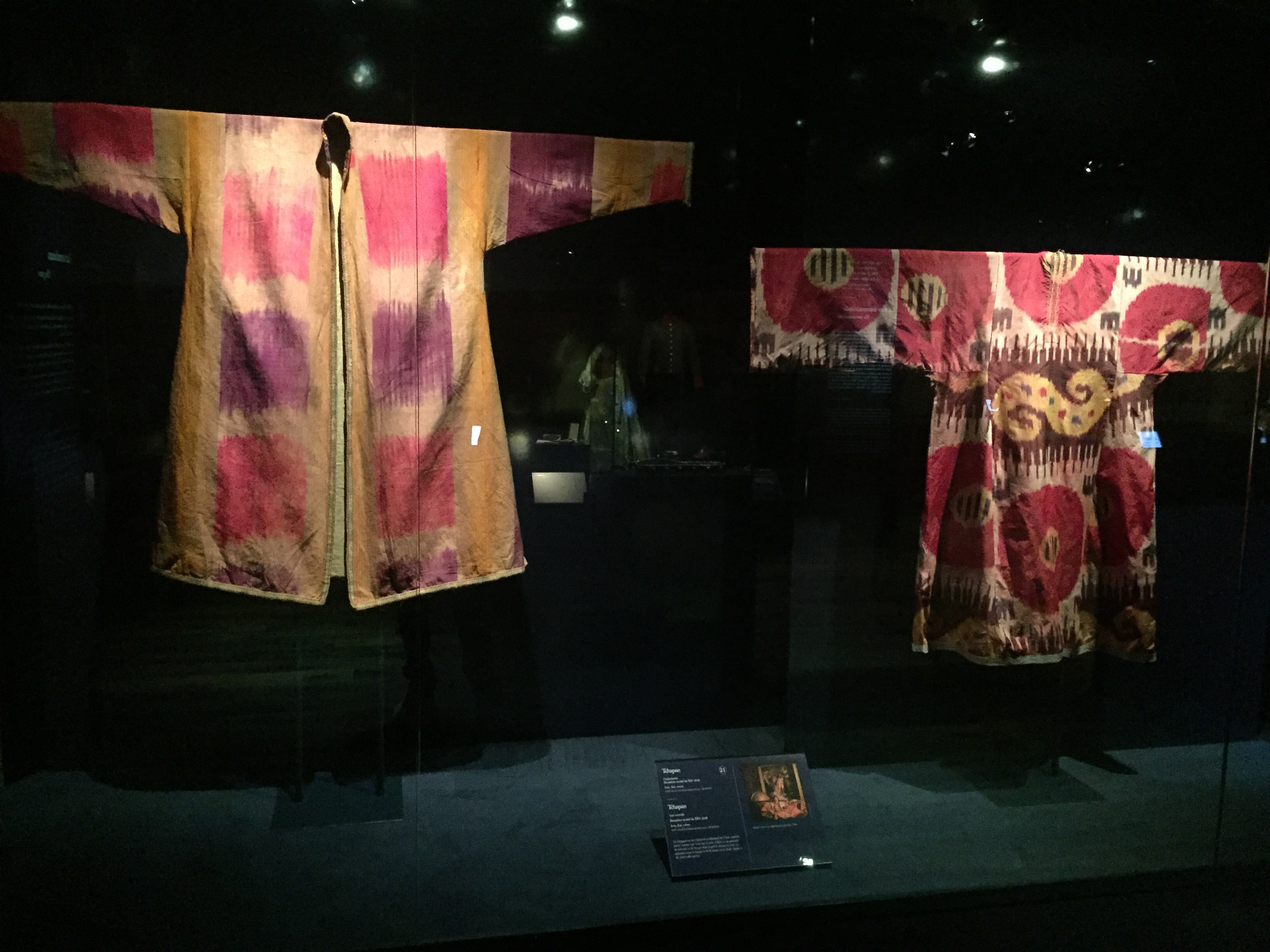
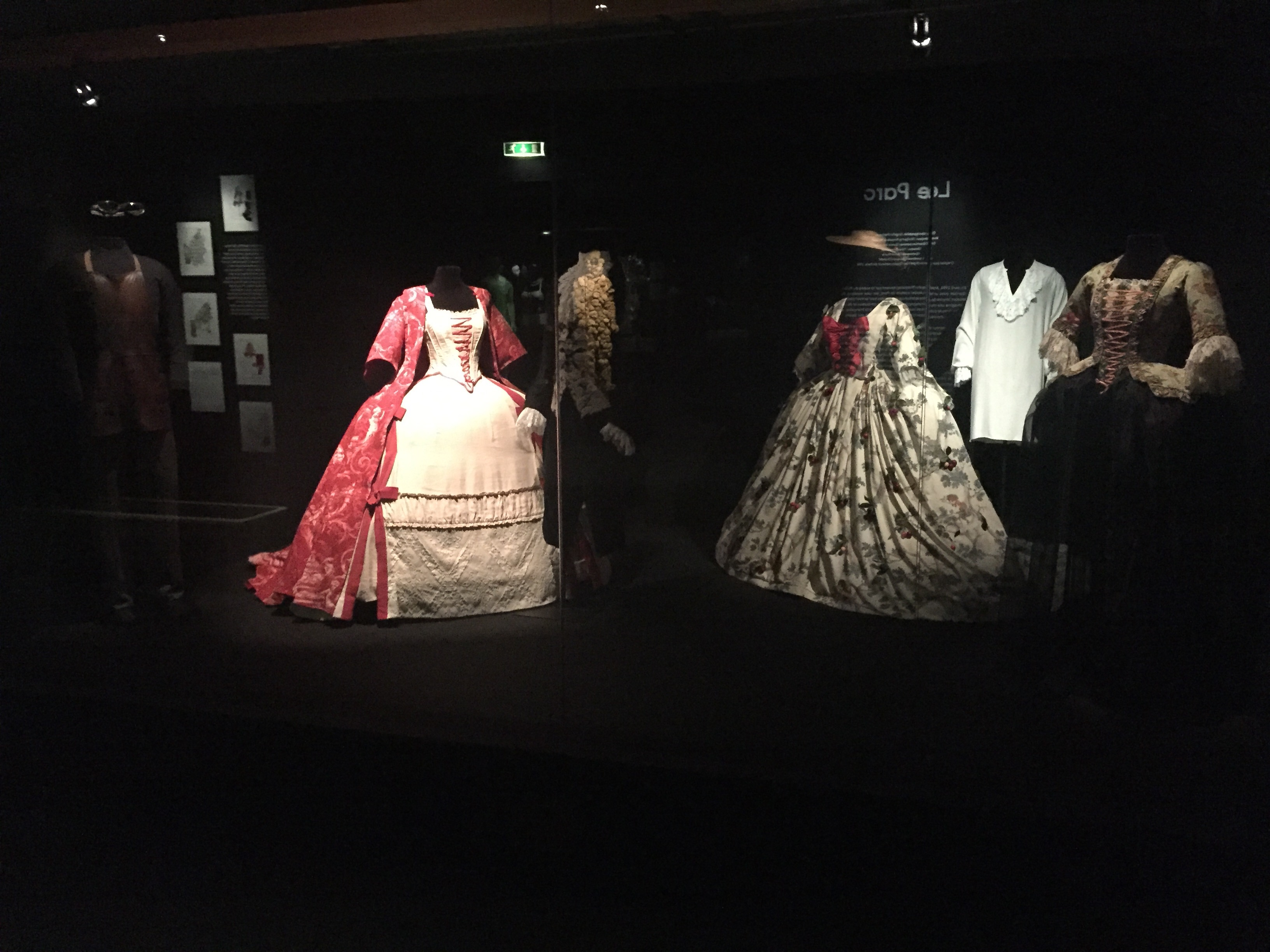
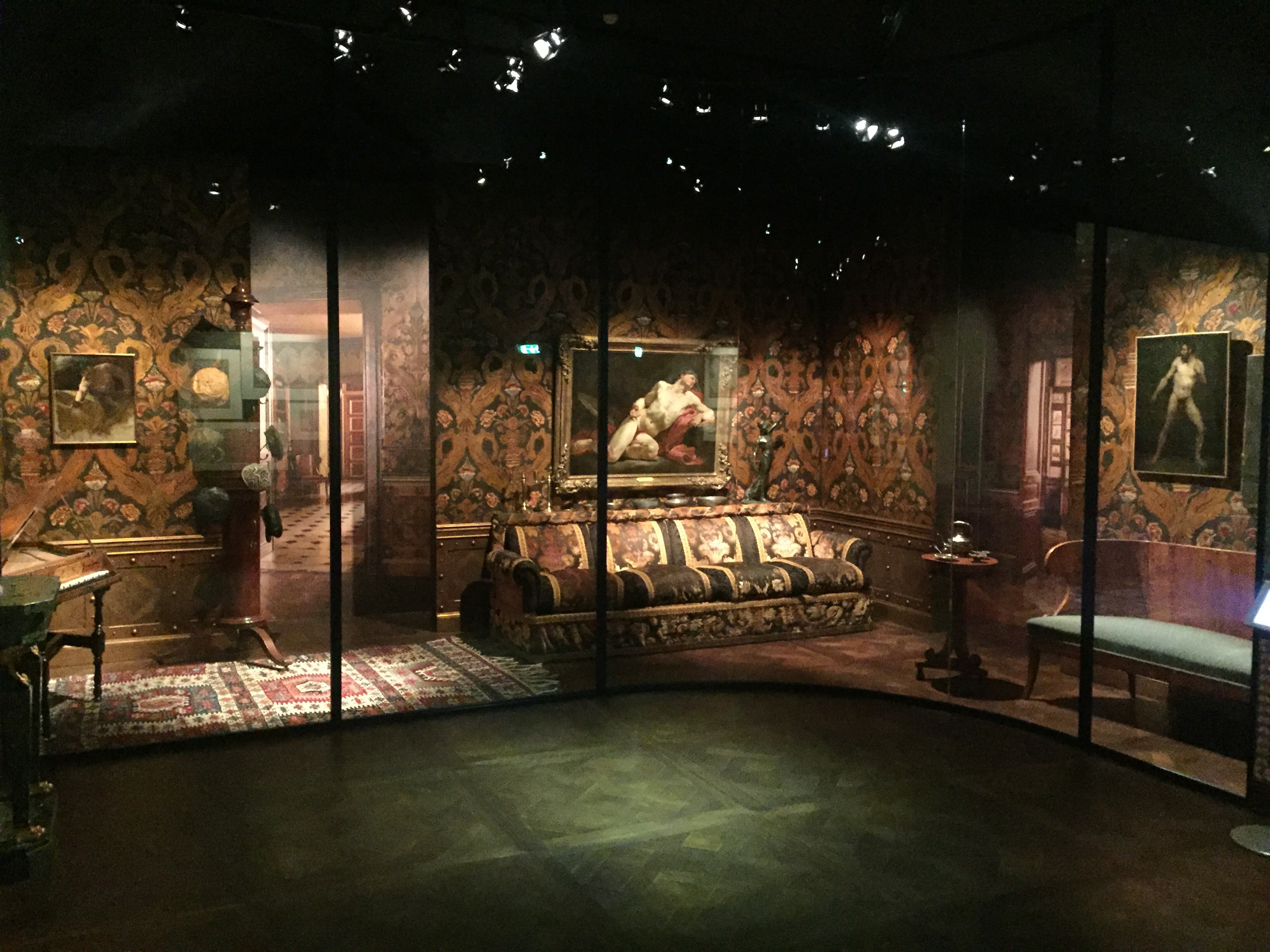

- Le carnaval de Rio (du 4 décembre 2021 au 30 avril 2022).
- Molière en costumes, à l'occasion du 400e anniversaire de la naissance de Molière. (Du 26 mai au 6 novembre 2022).
- Danser l'image. Le Ballet national de Marseille direction (LA)HORDE (Du 3 décembre 2022 au 30 avril 2023)
- Cabarets ! (du 09 décembre 2023 au 30 avril 2024)
- Planète(s) Decouflé (du 25 mai 2024 au 5 janvier 2025)

## Fréquentation
Le Centre national du costume et de la scène (Moulins, Allier) a accueilli 99 188 visiteurs en 2022 autour des expositions Carnaval de Rio, Molière en costumes et Danser l’image. Il s’agit de la meilleure fréquentation du CNCS depuis son ouverture le 1er juillet 2006. Une année d’autant plus exceptionnelle après deux ans fortement impactés par la COVID-19 (52 000 et 43 000 visiteurs en 2020 et 2021).
Les publics individuels représentent 74 % de la fréquentation, les groupes scolaires 18 % et les groupes adultes 8 %. En 2022, le CNCS a développé de nombreuses activités en lien avec ses expositions et pendant la période estivale : visites en famille, activités jeune public, ateliers de pratique artistique pour adultes et les pique-nique des Mardis du CNCS qui ont rencontré, cette année encore, un vif succès et permis d’augmenter la part d’individuels.
Les départements les plus représentés sont, pour la Région AURA, l’Allier et le Puy-de-Dôme tandis que Paris - Ile de France arrive en 3e position. Les publics étrangers représentent 2% de la fréquentation globale du CNCS.
L’année 2023 sera marquée par l’ouverture d’une nouvelle aile sur le site du Quartier Villars où il est implanté. Le bâtiment, dont les travaux de rénovation ont commencé à l’automne 2020, permettra d’accueillir 2000m² de nouveaux espaces. Une partie, accessible au public, sera consacrée à la scénographie théâtrale. Organisé en trois actes, le parcours présentera : la conception de la scénographie, la fabrique du spectacle et les métiers des ateliers de décors, et enfin la scène et les représentations. Les étages accueilleront de nouvelles réserves, adaptées à la conservation des nouvelles acquisitions du musée.

## 2023: ouverture d'un nouvel espace consacré à la scénographie théâtrale
L’année 2023 est marquée par l’ouverture d’une nouvelle aile sur le site du Quartier Villars où il est implanté : La Scène. Le bâtiment, dont les travaux de rénovation ont commencé à l’automne 2020, permet d’accueillir 2000m² de nouveaux espaces. Une partie, accessible au public, est consacrée à la scénographie théâtrale. Organisé en trois actes, le parcours présente : la conception de la scénographie, la fabrique du spectacle et les métiers des ateliers de décors, et enfin la scène et les représentations. Les étages accueillent de nouvelles réserves, adaptées à la conservation des nouvelles acquisitions du musée.